# Pasar Kerkap
Pasar Kerkap is een bestuurslaag in het regentschap Bengkulu Utara van de provincie Bengkulu, Indonesië. Pasar Kerkap telt 1251 inwoners (volkstelling 2010).